# Wereldkampioenschappen schoonspringen 2017 – driemeterplank vrouwen
Het schoonspringen vanaf de driemeterplank voor vrouwen tijdens de wereldkampioenschappen schoonspringen 2017 vond plaats op 20 en 21 juli 2017 in de Danube Arena in Boedapest.

## Uitslag
Groen geeft de finalisten weer.
Blauw geeft de halvefinalisten weer.
| Rang   | Naam                   | Land                | Voorronde | Voorronde | Halve finale  | Halve finale  | Finale        | Finale        |
| Rang   | Naam                   | Land                | Punten    | Rang      | Punten        | Rang          | Punten        | Rang          |
| ------ | ---------------------- | ------------------- | --------- | --------- | ------------- | ------------- | ------------- | ------------- |
| Goud   | Shi Tingmao            | China               | 353.30    | 1         | 380.45        | 1             | 383.50        | 1             |
| Zilver | Wang Han               | China               | 344.35    | 2         | 354.90        | 2             | 359.40        | 2             |
| Brons  | Jennifer Abel          | Canada              | 335.00    | 3         | 337.60        | 4             | 351.55        | 3             |
| 4      | Grace Reid             | Verenigd Koninkrijk | 284.00    | 14        | 309.60        | 8             | 336.70        | 4             |
| 5      | Maddison Keeney        | Australië           | 310.95    | 6         | 324.80        | 5             | 335.50        | 5             |
| 6      | Pamela Ware            | Canada              | 317.25    | 5         | 338.25        | 3             | 335.10        | 6             |
| 7      | Kristina Ilinych       | Rusland             | 317.85    | 4         | 311.90        | 7             | 319.40        | 7             |
| 8      | Inge Jansen            | Nederland           | 307.75    | 7         | 303.45        | 10            | 307.85        | 8             |
| 9      | Maria Poljakova        | Rusland             | 288.75    | 11        | 294.60        | 11            | 299.20        | 9             |
| 10     | Nur Dhabitah Sabri     | Maleisië            | 285.10    | 13        | 321.70        | 6             | 292.35        | 10            |
| 11     | Anabelle Smith         | Australië           | 299.10    | 8         | 306.75        | 9             | 268.95        | 11            |
| 12     | Julia Vincent          | Zuid-Afrika         | 270.20    | 17        | 289.65        | 12            | 265.90        | 12            |
| 13     | Ng Yan Yee             | Maleisië            | 291.10    | 10        | 285.30        | 13            | Uitgeschakeld | Uitgeschakeld |
| 14     | Dolores Hernández      | Mexico              | 293.00    | 9         | 285.05        | 14            | Uitgeschakeld | Uitgeschakeld |
| 15     | Arantxa Chávez         | Mexico              | 266.10    | 18        | 278.25        | 15            | Uitgeschakeld | Uitgeschakeld |
| 16     | Anastasia Nedobiha     | Oekraïne            | 273.00    | 16        | 274.65        | 16            | Uitgeschakeld | Uitgeschakeld |
| 17     | Alena Chamoelkina      | Wit-Rusland         | 285.20    | 12        | 273.35        | 17            | Uitgeschakeld | Uitgeschakeld |
| 18     | Kim Na-mi              | Zuid-Korea          | 281.10    | 15        | 272.25        | 18            | Uitgeschakeld | Uitgeschakeld |
| 19     | Daphne Wils            | Nederland           | 264.50    | 19        | Uitgeschakeld | Uitgeschakeld | Uitgeschakeld | Uitgeschakeld |
| 20     | Elena Bertocchi        | Italië              | 262.35    | 20        | Uitgeschakeld | Uitgeschakeld | Uitgeschakeld | Uitgeschakeld |
| 21     | Jessica-Floriane Favre | Zwitserland         | 261.15    | 21        | Uitgeschakeld | Uitgeschakeld | Uitgeschakeld | Uitgeschakeld |
| 22     | Kaja Skrzek            | Polen               | 260.35    | 22        | Uitgeschakeld | Uitgeschakeld | Uitgeschakeld | Uitgeschakeld |
| 23     | Tammy Takagi           | Brazilië            | 257.45    | 23        | Uitgeschakeld | Uitgeschakeld | Uitgeschakeld | Uitgeschakeld |
| 24     | Michelle Heimberg      | Zwitserland         | 253.50    | 24        | Uitgeschakeld | Uitgeschakeld | Uitgeschakeld | Uitgeschakeld |
| 25     | Brooke Schultz         | Verenigde Staten    | 248.80    | 25        | Uitgeschakeld | Uitgeschakeld | Uitgeschakeld | Uitgeschakeld |
| 26     | Katherine Torrance     | Verenigd Koninkrijk | 245.50    | 26        | Uitgeschakeld | Uitgeschakeld | Uitgeschakeld | Uitgeschakeld |
| 27     | Maha Eissa             | Egypte              | 245.40    | 27        | Uitgeschakeld | Uitgeschakeld | Uitgeschakeld | Uitgeschakeld |
| 28     | Marcela Marić          | Kroatië             | 245.35    | 28        | Uitgeschakeld | Uitgeschakeld | Uitgeschakeld | Uitgeschakeld |
| 29     | Anca Serb              | Roemenië            | 244.95    | 29        | Uitgeschakeld | Uitgeschakeld | Uitgeschakeld | Uitgeschakeld |
| 30     | Micaela Bouter         | Zuid-Afrika         | 231.40    | 30        | Uitgeschakeld | Uitgeschakeld | Uitgeschakeld | Uitgeschakeld |
| 31     | Moon Na-yun            | Zuid-Korea          | 230.30    | 31        | Uitgeschakeld | Uitgeschakeld | Uitgeschakeld | Uitgeschakeld |
| 32     | Luana Lira             | Brazilië            | 228.85    | 32        | Uitgeschakeld | Uitgeschakeld | Uitgeschakeld | Uitgeschakeld |
| 33     | Elizabeth Cui          | Nieuw-Zeeland       | 221.70    | 33        | Uitgeschakeld | Uitgeschakeld | Uitgeschakeld | Uitgeschakeld |
| 34     | Genevieve Green        | Litouwen            | 220.95    | 34        | Uitgeschakeld | Uitgeschakeld | Uitgeschakeld | Uitgeschakeld |
| 35     | Tina Punzel            | Duitsland           | 220.30    | 35        | Uitgeschakeld | Uitgeschakeld | Uitgeschakeld | Uitgeschakeld |
| 36     | Diana Pineda           | Colombia            | 218.55    | 36        | Uitgeschakeld | Uitgeschakeld | Uitgeschakeld | Uitgeschakeld |
| 37     | Krysta Palmer          | Verenigde Staten    | 216.70    | 37        | Uitgeschakeld | Uitgeschakeld | Uitgeschakeld | Uitgeschakeld |
| 38     | Hanna Pysmenska        | Oekraïne            | 216.60    | 38        | Uitgeschakeld | Uitgeschakeld | Uitgeschakeld | Uitgeschakeld |
| 39     | Friederike Freyer      | Duitsland           | 212.40    | 39        | Uitgeschakeld | Uitgeschakeld | Uitgeschakeld | Uitgeschakeld |
| 40     | Prisis Prisis          | Cuba                | 196.00    | 40        | Uitgeschakeld | Uitgeschakeld | Uitgeschakeld | Uitgeschakeld |